# Tauriac (Żyronda)
Tauriac – miejscowość i gmina we Francji, w regionie Nowa Akwitania, w departamencie Żyronda.
Według danych na rok 1990 gminę zamieszkiwało 1261 osób, a gęstość zaludnienia wynosiła 120 osób/km² (wśród 2290 gmin Akwitanii Tauriac plasuje się na 343. miejscu pod względem liczby ludności, natomiast pod względem powierzchni na miejscu 1029.).